# Rhantus exsoletus
Rhantus exsoletus es una especie de escarabajo del género Rhantus, familia Dytiscidae. Fue descrita científicamente por Forster en 1771.
Habita en Europa y Asia del Norte (excluyendo China).